# Hans Schatzmann
Hans Schatzmann (ur. 24 stycznia 1848 w Windisch, zm. 12 lipca 1923 w Bernie) – szwajcarski polityk, kanclerz federalny w latach 1910-1918.

## Życiorys
Urodził się 24 stycznia 1848 w Windisch.
Był członkiem Radykalno-Demokratycznej Partii Szwajcarii i reprezentował kanton Argowia. Sprawował urząd kanclerza federalnego Szwajcarii od 1 stycznia 1910, kiedy to zastąpił na stanowisku Gottlieba Ringiera do 31 grudnia 1918. Jego następcą został Adolf von Steiger.
Zmarł 12 lipca 1923 w Bernie.